# Johnson & Johnson
Džonson end Džonson je američka međunarodna kompanija koja se bavi proizvodnjom lekova, medicinskih uređaja, i srodnih proizvoda. Ona je osnovana 1886. Njene deonice su komponenta Industrijskog indeksa Dau Džons. Ova kompanija je na listi Fortune 500 kompanija. 
Kompanija Džonson end Džonson se konzistentno rankira na vrhu Haris Interaktiv industrijskog pregleda. Barron's Magazine je rangira se kao jednu od najpoštovanijih komponija u svetu, i ona je bila prva korporacija kojoj je dodeljena nagrada Bendžamin Frenklin za javnu diplomatiju od strene američkog Stejt departmenta zbog finansiranja međunarodnih obrazovnih programa. Sudska tužba Ministarstva pravde SAD iz 2010, međutim, tvrdi da je od 1999 do 2004, kompanija ilegalno prodavala lekove, uključujući antipsihotike, kompaniji Omnicare koja distribuira lekove u staračke domove. Džonson i Džonson odgovor je da su naplate bile legalne i korektne.
Sedište korporacije je locirano i Nju Bransviku u Nju Džerziju, SAD. Korporacija obuhvata oko 250 podružnica sa operacijama u preko 57 zemalja i proizvodima u prodaji u preko 175 zemalja. Džonson i Džonson je imao prodaju farmaceutskih proizvoda od US$65 milijardi 2011.

## Spoljašnje veze
- Архивирано на веб-сајту  (24. април 2013)